# IOK-1
IOK-1 es una galaxia que se encuentra en la constelación de Coma Berenices. Era la galaxia más distante y más antigua que se conocía hasta 2008.
La galaxia IOK-1 se encuentra a 12.800 millones de años luz de distancia, lo que implica no solamente estar muy alejada de nosotros, sino que estamos viendo un objeto muy antiguo. Su emisión de radiación Lyman-alpha presenta un corrimiento al rojo de 6,96, lo que corresponde a 750 millones de años después del Big Bang, cuando el universo tenía un 6% de su edad actual.
IOK-1 fue divisada por Masanori Iye del Observatorio Nacional Astronómico de Japón, quienes utilizaron el Telescopio Subaru en Hawái para examinar una pequeña porción del cielo. La localización de este tipo de objetos es muy difícil no solamente por su lejanía, sino porque en aquella época una gran parte del universo estaba oscurecido por hidrógeno neutro.